# Герой

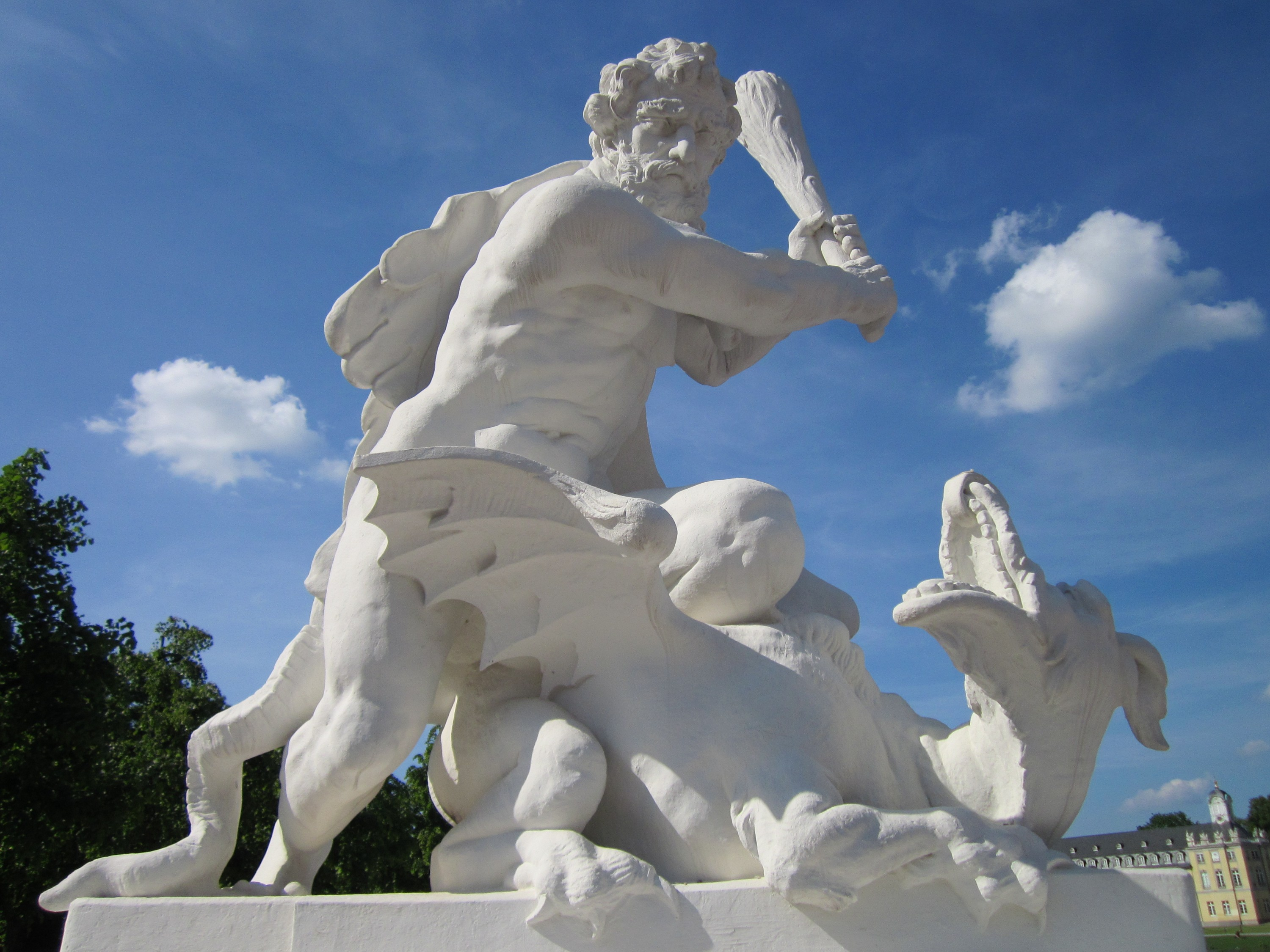
Міфічний герой Геракл перемагає дракона

Геро́й (дав.-гр. ἥρως, hḗrōs — напівбог, славетна людина, захисник) — особа, що проявляє вищу форму мужності, розв'язує суспільно значущі конфлікти; яка за свої досягнення чи якості розглядається як ідеал, приклад для наслідування. Герой береться за розв'язання, як правило, виключних за своїми масштабами і труднощами завдань. Він бере на себе підвищені обов'язки і більшу відповідальність, ніж люди, які керуються загальноприйнятими нормами поведінки. Також у більш профанному розумінні герой — це дійова особа твору, особа, котра чимось відзначилась, привертає до себе увагу.

## У міфології та фольклорі

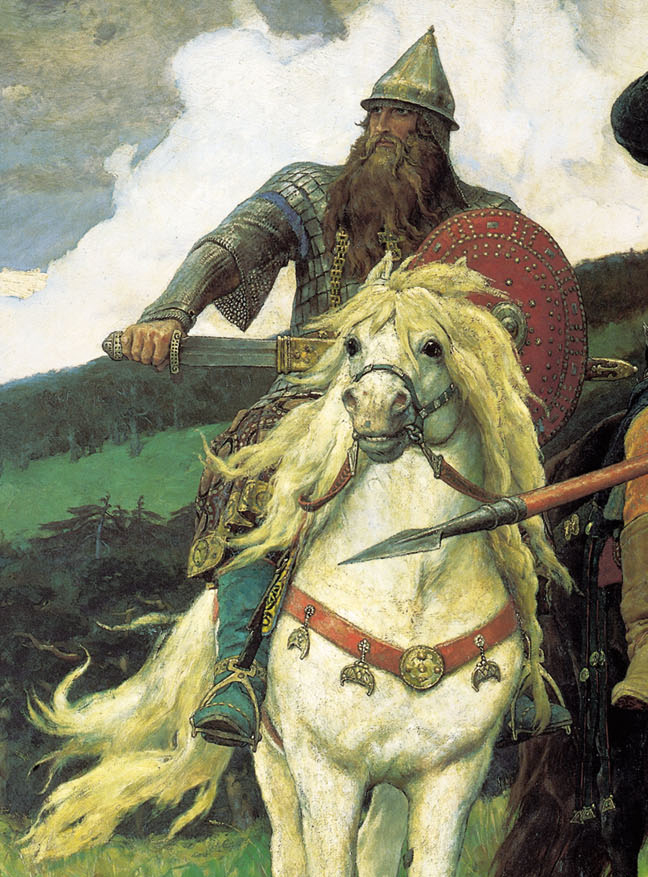
Богатир — слов'янський аналог епічного героя

У первісній міфології герой — це напівбог, як правило народжений жінкою від бога. Зокрема вирізняється антична міфологія, зосереджена на подвигах героїв, таких як Геракл чи Еней. Подвиги героїв завжди супроводжувалися допомогою бога-батька або божества, функції якого відповідають особистим рисам героя. В епосі героями називається майже кожна людина, що виділяється фізичною силою, розумом, хоробрістю. Переважно вона бореться з чудовиськами, але часто і винаходить або створює культурні блага, так чи інакше визначає вигляд відомого тепер світу. Героями звуться передусім царі й члени аристократичних родин, що пов'язували свій родовід з якимось богом. Гесіод перший задокументовано називає покоління борців під Троєю й Фівами напівбогами. У Піндара герой вперше описується об'єктом релігійного культу. Місцем поклоніння герою спочатку були їхні могили, але поступово культ деяких героїв зростає, їм починають споруджувати вівтарі та храми. Давньогрецький герой — це переважно міфологічна особистість, але героями вважалися і реальні особи, видатні своїми справами (Гармодій, Брасид, Леонід I та ін.). Неможливість особистого безсмертя героя компенсується безсмертям його подвигу і славою серед нащадків. Гесіод прославляв уже не лише військові доблесті героїв, а й оспівував цінність праці. Культ видатних особистостей, шанованих після смерті, виникає в післягомерівський період, приблизно в Х ст. до н. е., а розквітає з VIII ст. до н.е. Фукідід, Платон, зводили в ранг героїв видатних правителів і мислителів. Цицерон додав героїчності громадянського виміру, згідно якого героїзмом і найбільшою гідністю для громадянина є безкорисливе служіння батьківщині і жертва життям за неї.
Згідно досліджень Володимир Проппа, іноді образ героя виникає з негативного ставлення до колишньої історичної дійсності. Так, поширеним вчинком героя в казці та епосі є порятунок приреченої на смерть дівчини. Якщо в первісному суспільстві гідним вчинком було принесення дівчини в жертву та її смерть (часто добровільна), то з руйнуванням старих міфів і звичаїв героєм вже виявляється порушник ритуалу жертвопринесення. Таким чином героїзм виникає не з відображення й перебільшення дійсності, а з заперечення минулого.
З окресленням етносів, національностей, утворенням держав, виникають уявлення про національних або народних героїв. Такі персонажі мають багато спільного з героями архаїчних міфів: володіють надзвичайною силою, надприродними здібностями, незвичайним чином з'являються на світ, здійснюють подвиги та таємниче помирають. Їх відрізняє те, що подвиги здійснюються не задля встановлення світового порядку чи добуття загальнолюдських благ, а задля спільноти, до якої герої належать. Національними героями часто стають історичні особи.

## Середньовічний герой

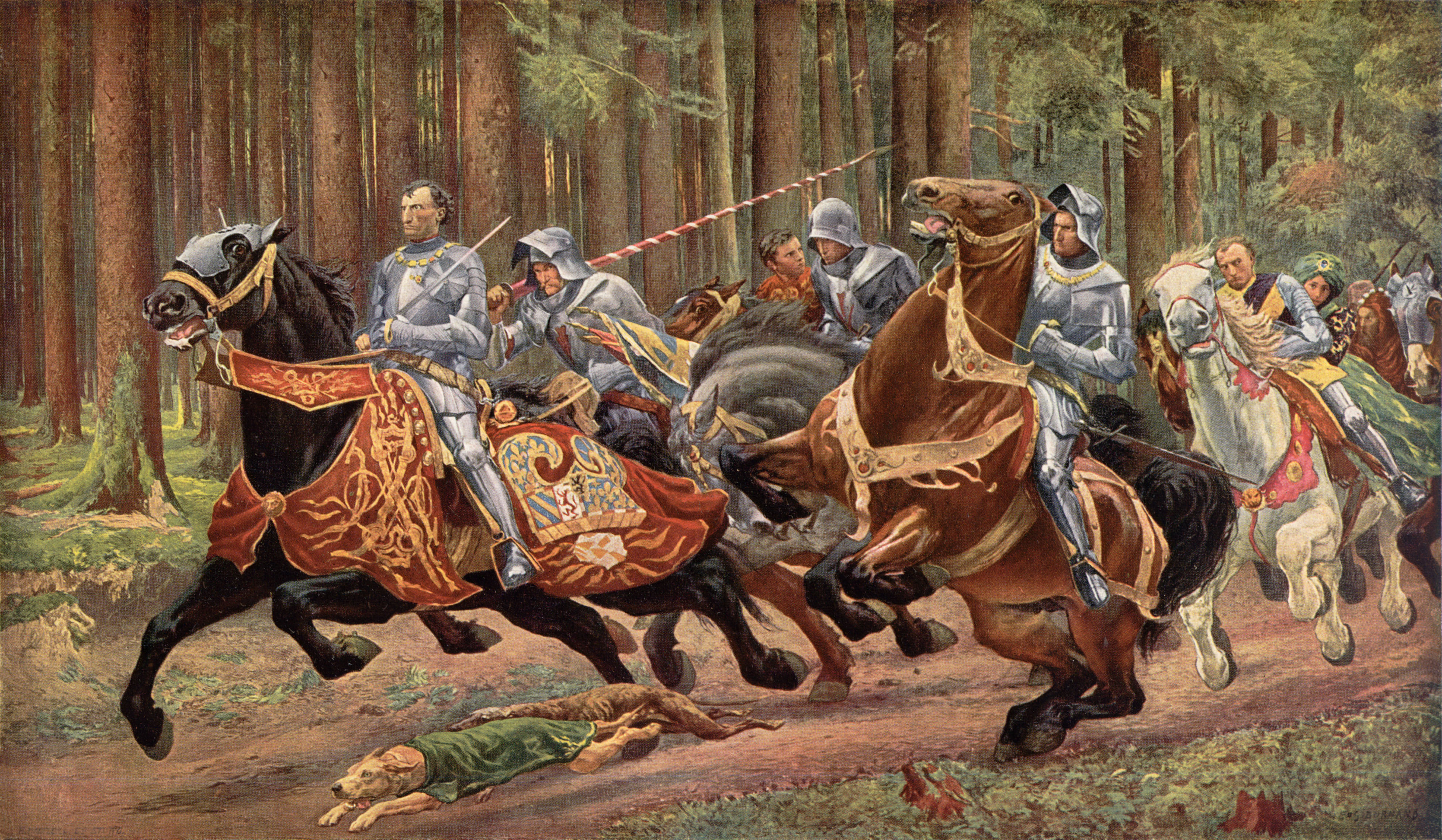
Лицарі — типові герої середньовічних творів

В епоху Середньовіччя зразком героїчного діяння стає духовне служіння і лицарство. Прикладом для наслідування стає не лише воїн або видатний громадський діяч чи майстер, а й святий. Під подвигом святого розуміється його аскеза, крім того після смерті він укріплює святість усієї церкви, клопочеться перед Богом про спасіння простих людей. Лицарство стало результатом поєднання ідей про християнське милосердя і сильного воїна. Виникає поняття честі як доброї репутації, що набувається внаслідок хоробрості, сміливості, гідних почестей, які віддаються лицареві тим, кому він служить. Честь потребувала не одноразового подвигу, а постійного підтвердження у війні та дуелях. Пізніше лицарська етика на Заході еволюціонувала в дворянський кодекс честі, та, у Вікторіанську епоху — кодекс джентльмена.

## Герой Відродження
Новий тип героїзму складається в епоху Відродження. Акцент робиться переважно на достоїнствах розуму і поведінці у вищому суспільстві. Герой Відродження успішний в соціумі, гармонічно розвинений і зайнятий пошуками істини. Паралельно зберігається поняття героя-борця, відданого своїй вітчизні.

## Психологія
Звертає увагу на героїв та героїзм соціальна психологія. Зено Франко та Філіп Зімбардо вказують на відмінності між героїзмом та альтруїзмом і пропонують докази того, що сприйняття спостерігачами невиправданого ризику відіграє більшу роль, ніж тип ризику у визначенні приписання героїчного статусу.
Психологи також виділили риси героїв. Елейн Кінселла та її колеги виділили 12 центральних рис героїзму, які полягають у хоробрості, моральній націленності, переконаності, доблесності, самопожертві, захисті, чесності, безкорисливості, рішучості, рятуванні інших, надхненності та корисності. Скотт Еллісон з колегами виявили докази «великих восьми рис» героїв, що складаються з мудрості, сили, стійкомті, надійності, харизматичності, турботливості, безкорисливості та вміння надихати. Ці дослідники також виділили чотири основні функції героїзму. Герої дають мудрість; покращують нас; забезпечують моральне моделювання; пропонують захист.
Пояснення еволюційної психології героїчного ризику полягає в тому, що це важливий сигнал, що демонструє здібності героя. Його можна розглядати як одну з форм альтруїзму, для якої також існують еволюційні пояснення.
Рома Чаттерджі висловив припущення, що герой або загалом головний герой — це символічне зображення людини, яка переживає історію під час читання, слухання чи перегляду. Таким чином, релевантність героя для окремої людини багато в чому залежить від подібності між ними та персонажем. Чаттерджі припустив, що однією з причин інтерпретації історій та міфів героєм як собою є нездатність людини дивитися на світ з будь-якої точки зору, крім особистої.
У книзі-лауреаті Пулітцерівської премії «Заперечення смерті» Ернест Беккер стверджує, що людська цивілізація є в кінцевому підсумку розробленим символічним механізмом захисту від пізнання нашої смертності, що, у свою чергу, діє як емоційна та інтелектуальна відповідь на наш основний механізм виживання. Беккер пояснює, що в людському житті існує основна подвійність між фізичним світом предметів та символічним світом людського сенсу. Таким чином, оскільки людство має дуалістичну природу, що складається з фізичного Я та символічного Я, він стверджує, що люди здатні подолати дилему смертності через героїзм, зосередивши увагу переважно на символічному «Я». Ця символічна концентрація на собі набуває форми «проєкту безсмертя» (або «проєкту causa sui»), який є символічною системою переконань, що людина вважається вищою, ніж фізична реальність. Успішно живучи за умовами проєкту безсмертя, люди відчувають, що можуть стати героями, а відтепер — частиною чогось вічного; того, що ніколи не помре у порівнянні з їх фізичним тілом. Ернест стверджує, що це дає людям відчуття сенсу життя, мети і значущості у великій схемі речей. Ще одна тема, що проходить у книзі — те, що традиційні «системи-герої» людства, такі як релігія, більше не переконливі в епоху розуму. Наука намагається служити проєктом безсмертя, чого, як вважає Беккер, вона ніколи не зможе зробити, адже не здатна надати абсолютного значення людському життю. У книзі стверджується, що людям потрібні нові переконливі "ілюзії", які дозволять відчувати себе героїчно у прийнятому розумінні. Беккер, не дає остаточних відповідей, тому, що вважає ідеальне рішення відстунім. Натомість він сподівається, що поступове усвідомлення вроджених спонук людства, а саме смерті, може допомогти створити кращий світ. Теорія управління тероризмом (TMT) зібрала докази, що підтверджують цю перспективу.

## Сучасні розуміння героя

Супергерой Супермен

В Україні та багатьох інших країнах звання Героя присвоюється за здійснення визначного геройського вчинку або визначного трудового досягнення. Героїчними вважаються видатні мужність і відвага, проявлені при захисті батьківщини, в порятунку інших людей від лих у мирний час; визначний внесок в розвиток науки й техніки, культури; зміцнення державної економіки, обороноздатності тощо.
У художньому творі героєм називається персонаж, дійова особа. Втім, він не є цілком достовірним зображенням особи, історичної чи вигаданої, а зображений перебільшено, ідеалізовано, героїзовано, міфологізовано тощо. Особливий його різновид — ліричний герой, що виражає почуття автора твору, концентрує в собі естетичний досвід певного покоління, нації, людства.
У масовій культурі в XX столітті виникає образ супергероя — персонажа з надзвичайними можливостями, що має суспільно важливу місію і вирізняється впізнаваним образом, найчастіше костюмом. Багато рис єднають героя давнього міфу і супергероя, але супергерой діє не в міфологічному минулому, а завжди в сучасності та швидше є не особою, а роллю, яку особа бере на себе.